# Beta Trianguli
Beta Trianguli (β Tri / 4 Trianguli / HD 13161) es la estrella más brillante en la constelación de Triangulum con magnitud aparente +3,00, por delante de Metallah o Mothallah (α Trianguli). Ocasionalmente recibe los nombres de Deltotum —de origen latino— y Deltotron —de origen griego—. Ambos hacen alusión a la forma de la constelación, que a los antiguos griegos les recordaba la letra Delta mayúscula (Δ). Se encuentra a 124 años luz de distancia del sistema solar.
Aunque clasificada anteriormente como estrella gigante, modernamente se la considera una subgigante, esto es, está terminando —si no lo ha hecho ya— la fusión de hidrógeno en su núcleo para convertirse en una gigante roja. De color blanco y tipo espectral A5IV, tiene una temperatura superficial de 8020 K. Su luminosidad es 71 veces mayor que la del Sol y su diámetro unas 4,4 veces mayor que el solar. Con una masa de 2,5 masas solares, tiene una edad de 580 millones de años.
Beta Trianguli es una estrella binaria. La compañera es una enana amarilla similar al Sol que cada 31,8 días completa la órbita alrededor de la estrella principal. La separación entre ambas, en una órbita claramente excéntrica, varía entre las 0,17 y las 0,42 UA. Al igual que otras estrellas también de tipo espectral A como Vega (α Lyrae), tiene un disco de polvo alrededor que puede ser un indicio de la existencia de planetas. 